# Dimanche à six heures
Pour plus de détails, voir Fiche technique et Distribution.
Dimanche à six heures (Duminică la ora 6) est un film roumain réalisé par Lucian Pintilie, sorti en 1966.

## Synopsis
Dans la Roumanie de 1940, un couple décide de combattre le régime fasciste d'Ion Antonescu.

## Fiche technique
- Titre : Dimanche à six heures
- Titre original : Duminică la ora 6
- Réalisation : Lucian Pintilie
- Scénario : Ion Mihaileanu
- Pays d'origine : Roumanie
- Format : Noir et blanc - Mono - 35 mm
- Genre : Drame
- Date de sortie : 1966

## Distribution
- Graziela Albini
- Eugenia Bosânceanu
- Constantin Cojocaru
- Costel Constantinescu
- Marcel Gingulescu
- Dan Nutu
- Irina Petrescu
- Catalina Pintilie
- Eugenia Popovici